# Психопатология обыденной жизни
«Психопатология обыденной жизни» (1901—1904) — вторая после «Толкование сновидений» (1899) крупная работа Зигмунда Фрейда, обосновывающая топологическую модель психики (сознание / предсознательное / бессознательное) на примерах проявления бессознательного в повседневной жизни людей.
Фрейд показал, что т. н. парапраксис — различного рода оговорки, промашки, оплошности, нарушения речи, забывания, замещения одного слова другим — неслучайны и происходят вследствие подавления мысли, которую хотят спрятать в бессознательном (вытеснение).
Автор намеренно не обращается к случаям из жизни своих пациентов, а ограничивается лишь воспоминаниями из собственной жизни, а также жизни своих друзей, которых, впрочем, оказывается более чем достаточно. Заметки и эссе на эту тему занимают I, II, III и V главы книги. Под одной обложкой они были изданы в 1904 году, вызвав широкий резонанс и став одной из наиболее популярных у широкой публики работ автора.
Со времени выхода книги появилось множество публикаций по дальнейшему анализу её материала.